# Arroyo Chico Alférez
Arroyo Chico Alférez är ett periodiskt vattendrag i Argentina.   Det ligger i provinsen Misiones, i den nordöstra delen av landet, 800 kilometer norr om huvudstaden Buenos Aires.
Omgivningen kring Arroyo Chico Alférez är en mosaik av jordbruksmark och naturlig växtlighet och området är ganska glesbefolkat, med 24 invånare per kvadratkilometer.